# مايكل خافيير أورتيغا
مايكل خافيير أورتيغا (بالإسبانية: Michael Ortega)‏ (6 أبريل 1991 في كولومبيا - ) هو لاعب كرة قدم كولومبي في مركز الوسط لعب سابقاً في نادي بني ياس. شارك مع منتخب كولومبيا تحت 20 سنة لكرة القدم. أما مع النوادي، فقد لعب مع أتلتيكو جونيور وباير 04 ليفركوزن وديبورتيفو كالي ونادي أطلس ونادي برشلونة ونادي بوخوم ونادي فيغورينسي ونادي لوندرينا.

## وصلات خارجية
- مايكل خافيير أورتيغا على موقع الاتحاد الدولي (مؤرشف)  (الإنجليزية)
- مايكل خافيير أورتيغا على موقع قاعدة بيانات كرة القدم.إي يو (الإنجليزية)
- مايكل خافيير أورتيغا على موقع بيانات كرة القدم. دي إي (الألمانية)
- مايكل خافيير أورتيغا على موقع Soccerway.com (الإنجليزية)
- مايكل خافيير أورتيغا على موقع عالم كرة القدم.نت (الإنجليزية)
- مايكل خافيير أورتيغا على موقع AS.com (الإسبانية)